# Station Løgten
Station Løgten is een spoorweghalte in Løgten in de Deense gemeente Aarhus. De halte ligt aan de lijn Aarhus - Grenaa. 